# Alexeï Gouskov
Pour les articles homonymes, voir Gouskov.
Alexeï Guennadievitch Gouskov (en russe : Алексей Геннадьевич Гуськов), né le 20 mai 1958 à Brzeg en Pologne, est un acteur et producteur russe. Il a été nommé artiste émérite de Russie en 2001 et artiste du peuple de la fédération de Russie en 2007.

## Biographie
Fils d'un pilote de l'Armée rouge, Alexeï Gouskov naît en Pologne, mais passe son enfance à Kiev.
Il fait ensuite ses études à l'université Baumann de Moscou, où il passe cinq ans. Il décide d'entrer à l'école-studio du théâtre d'art de Moscou en 1979 dans le cours de Victor Monioukov dont il sort en 1983.

## Carrière
Il commence sa carrière théâtrale au théâtre Pouchkine de Moscou en 1984 et passe en 1986 au Théâtre sur Malaïa Bronnaïa, jusqu'en 1991. Il entre alors dans la troupe du théâtre Gogol, pour retourner ensuite au théâtre Pouchkine.

### Vie privée
Il est marié avec l'actrice Lidia Belejeva depuis 1988. Ils ont deux enfants : Vladimir Gouskov, né en 1989 et Dimitry Gouskov, né en 1994. Il a une fille, Natalia Gouskova (née en 1983) qu'il a eue avec Tatiana Gouskova.

## Filmographie

### Cinéma

#### Longs métrages
- 1985 : Le Dossier personnel du juge Ivanova (Litchnoïe delo soudi Ivanovoï) d'Ilia Frez : Volodia Klimov
- 1987 : Plioumboum, ou un jeu dangereux (Plyumbum, ili Opasnaya igra) de Vadim Abdrachitov : un professeur
- 1991 : Le Chien-loup (Volkodav) de Mikhaïl Toumanichvili : Choura Volkov, musicien
- 1998 : Klassik de Gueorgui Chenguelia : Youra
- 2000 : La Frontière : Roman de taïga d'Alexandre Mitta : Nikita Golochtchiokine
- 2002 : Vovotchka d'Igor Moujjoukhine : le père
- 2004 : Raguine de Kirill Serebrennikov : Raguine
- 2005 : Touretsky gambit de Djanik Faïziev : le colonel Kazankazi
- 2007 : Otets d'Ivan Solovov : Alexeï Ivanov
- 2007 : 18-14 : Frolov, second directeur du lycée
- 2008 : Urban Racer (Stritreysery) d'Oleg Fessenko : Mokhov
- 2008 : Celui qui éteint la lumière (Tot, kto gasit svet) d'Andreï Liebensohn : le capitaine Piotr Moïsseïv
- 2009 : Le Concert de Radu Mihăileanu : Andreï Filipov
- 2010 : Belyy pesok de Mourad Aliev et Andres Puustusmaa : Volegov
- 2011 : 4 jours en mai (4 Tage im Mai) d'Achim von Borries : le capitaine Kalmykov
- 2011 : Liubov Morkov 3 de Sergueî Ginzburg : Edik
- 2011 : Pryachsya de Johnny O'Reilly : Andreï
- 2012 : War Zone (Avgust. Vosmogo) de Djanik Faïziev : Kazbek
- 2012 : Italian Movies de Matteo Pellegrini : Mako
- 2013 : Jajda de Dmitri Tiourine : Nikolaï
- 2015 : Criminel (Nakhodka) de Viktor Dement : Trofim Roussanov
- 2015 : D'amour et de glace (Mädchen im Eis) de Stefan Krohmer : Wsewolod Starych
- 2016 : Polina, danser sa vie de Valérie Müller et Angelin Preljocaj : Bojinski
- 2016 : Les Confessions (Le confessioni) de Roberto Andò : Le ministre russe
- 2018 : La Vie éternelle d'Alexandre Christoforov (Vetchnaïa jizn Aleksandra Khristoforova) d'Evgueni Cheliakine : Alexandre Christoforov
- 2018 : Port d'Aleksandra Stelianaïa : Guennadi Alekseïevitch
- 2018 : Asphaltgorillas de Detlev Buck : Sergueï
- 2019 : L'Immortel (L'immortale) de Marco D'Amore : Youri Dobechenko
- 2019 : L'Union du salut (Soyouz spassenia) d'Andreï Kravtchouk : le prince Alexeï Cheratov
- 2019 : L'Éléphant (Elefant) d'Alexeï Krassovski : Valentin Choubine
- 2019 : Lev Yachine : L'Araignée noire (Lev Yachine. Vratar moey mechty) de Vassili Tchiguinski (ru) : Mikhaïl Yakouchine
- 2020 : Silverland : La Cité de glace (Serebrianye konki) de Mikhaïl Lokchine : Nikolaï
- 2021 : Asterrarium d'Armen H'Akopian et Dmitri Tarkhov : Andreï
- 2022 : Frantsouzski master de Youssoup Razykov : Germann

### Télévision

#### Séries télévisées
- 1993 - 1994 : Goryatchev i drugie : Pavel Borovski
- 1999 : Vérités simples : L'avocat
- 2000 : Granitsa. Tamojny roman : le capitaine Nikita Golochtchiokine
- 2001 : Podozrenie : Andreï Danilov
- 2002 : Po tou storonou volkov : L'inconnu
- 2003 : Dnevnik oubitsy : Alexeï
- 2003 : Uchastok : Prokhorov
- 2004 : Le Pont étroit : Volodia Khotinski
- 2005 : Okhota na izyubrya : Tcheriaga
- 2006 : Zakoldovannyy uchastok : Prokhorov
- 2006 : Turetskiy gambit : le colonel Kazankazi :
- 2007 : Diversant 2 : Konets voyny : Oleg "Cherstianstchik"
- 2010 : Tokarev de Toula : Vassili Tokarev
- 2012 : La Garde blanche : le colonel Malychev
- 2012 : Le Syndrome du dragon : Eremeev Andreï Grigorievitch, général du KGB
- 2016 : Sledovatel Tikhonov : Lev Iossifovitch Poliakov
- 2016 - 2017 : Mata Hari : Georges Ladoux, chef du contre-espionnage français
- 2021 : La 7e symphonie : Karl Eliasberg
- 2021 - 2022 : Totems : Boris Goloubev
- 2022 : Soyuz spaseniya : Vremya gneva : Alexeï Grigorievitch Chtcherbatov
- 2023 : Juzni vetar : Na granici : Avgar
- 2023 : Aktrisy : Le père de Polina

#### Téléfilms
- 2001 : Tayozhnyy roman d'Alexandre Mitta et Igor Andreichuk : Capitaine Nikita Goloshchyokin
- 2006 : Nevernost d'Evgeniy Zvezdakov : Pyotr
- 2014 : Pope John Paul II : A Saint, A Man (Non avere paura. Un' amicizia con Papa Wojtyla) d'Andrea Porporati : Wojtyla

## Distinctions

### Récompense
- prix du meilleur rôle masculin pour Criminel lors de la 23e édition du Festival du cinéma russe à Honfleur [2].

### Nomination
- 2015 : Asia Pacific Screen Awards : Meilleur acteur pour Criminel